# 홍산 태봉산성
홍산 태봉산성(鴻山 胎封山城)은 대한민국 충청남도 부여군 홍산면에 있는 백제의 산성이다. 2000년 1월 11일 충청남도의 문화재자료 제368호로 지정되었다.

## 개요
홍산초등학교 북쪽에 있는 표고 90m의 산 꼭대기에 만들어진 산성으로, 성 안에 있는 체육공원의 진입로에 의해 성벽의 서쪽부분이 일부분 잘려나갔다.
잘려진 면으로 보아 성벽의 기단에만 돌을 가지런히 깔고, 그 내부와 윗부분은 모두 흙을 쌓아올린 듯 한데, 현재 성벽의 윤곽은 뚜렷하지 않다. 성안에서는 민무늬토기조각, 삿무늬 토기조각, 백제 토기조각, 기와조각 등 여러 시대에 걸치는 유물들이 발견되고 있는데, 백제 토기들을 통해 볼 때 본격적으로 성의 기능을 한 때는 백제 사비천도 이후일 가능성이 높다.
고려 후기 최영 장군이 왜구를 크게 무찌른 홍산대첩이 있던 곳이기도 하다.

## 같이 보기
- 최영
- 홍산대첩

## 참고 자료
- 홍산 태봉산성 - 국가유산청 국가유산포털